# Viola aliceae
Viola aliceae är en violväxtart som beskrevs av Milo Samuel Baker. Viola aliceae ingår i släktet violer, och familjen violväxter. Inga underarter finns listade i Catalogue of Life.